# スポーツテスト
スポーツテストとは、日本の文部科学省体育局が定めた、国民の運動能力を調査するために実施する「体力・運動能力調査」の通称。1999年（平成11年）に大幅な改定が実施されたため、1964年（昭和39年）に制定された通称「旧テスト」の経験者と、改定後の通称「新テスト」の経験者とでは、互いに知らない種目が存在する。文部科学省は2008年（平成20年）度から、全国の小学5年生と中学2年生全員の体力・運動能力調査を実施している（→全国体力・運動能力、運動習慣等調査）。

## スポーツテストの制定
1964年の東京オリンピックの開催を契機に、国民の体育への関心が高まる中、当時の文部省は競技スポーツの発展とともに、国民の体力増進策の一つとして、まず国民の体力に関する情報収集を実施することとなった。そこで、「運動能力テスト」と「体力診断テスト」を発案し、特にデータ収集が容易な小学校と中学校を中心に導入した。将来的にはすべての勤労者・就学者からのサンプリングを可能とするため、対象者を10歳以上59歳以下に設定している。就業者のサンプリングはほとんど進まなかったが、一方で学校では「スポーツテスト」と銘打ち、児童生徒の体育的行事の一つに位置づけ、データの収集に取り組んだ。データの取扱いは学校または各自治体の教育委員会により違いがある。教育委員会が指定した学校の全校児童生徒のデータを上げる自治体もあれば、すべての所属校から無作為抽出したデータを上げる自治体もある。方法は様々だが、文部省・文部科学省は、国民の体力に関するデータを集積することに成功し、体育行政の基礎資料としている。

## 旧スポーツテスト
1964年（昭和39年）に制定され、1998年（平成10年）まで実施された。

### 運動能力テスト
総合的な運動能力を計測するために行われた。以下に10～29歳におけるテスト項目を挙げる。
- 50m走（走力）
- 走り幅跳び（跳躍力）
- ハンドボール投げ（10・11歳はソフトボール投げ）（投力）
- 懸垂腕屈伸（10・11歳および女子は斜懸垂腕屈伸）（筋持久力）
- ジグザグドリブル（10・11歳のみ）（調整力）
- 連続逆上がり（10・11歳のみ）（調整力）
- 持久走（12歳以上）（全身持久力）

### 体力診断テスト
部位ごとに特定の運動能力を計測するために行われた。以下に10～29歳におけるテスト項目を挙げる。
- 反復横跳び（調整力）
- 垂直跳び（跳躍力）
- 背筋力（筋力）
- 握力（筋力）
- 伏臥上体反らし（柔軟性）
- 立位体前屈（柔軟性）
- 踏み台昇降運動（持久力）

### 対象年齢とテスト項目
6歳から59歳までの男女が対象とされた。
6～9歳、10・11歳、12～29歳、30～59歳の4つの年齢層に分けられており、各年齢層でそれぞれ実施する内容が異なった。
1964（昭和39）年から12～29歳、1965（昭和40）年から10・11歳、1967（昭和42）年から30～59歳、1983（昭和58）年から6～9歳のテストが実施された。
| テスト項目       | 対象年齢 | 対象年齢 | 対象年齢 | 対象年齢 |
| テスト項目       | 6～9歳   | 10・11歳 | 12～29歳 | 30～59歳 |
| ---------------- | -------- | -------- | -------- | -------- |
| 握力             |          | ○        | ○        | ○        |
| 立位体前屈       |          | ○        | ○        |          |
| 50m走            | ○        | ○        | ○        |          |
| 立ち幅とび       | ○        |          |          |          |
| 走り幅とび       |          | ○        | ○        |          |
| ソフトボール投げ | ○        | ○        |          |          |
| ハンドボール投げ |          |          | ○        |          |
| 反復横とび       |          | ○        | ○        | ○        |
| 持久走           |          |          | ○        |          |
| 急歩             |          |          |          | ○        |
| 踏み台昇降運動   |          | ○        | ○        |          |
| とび越しくぐり   | ○        |          |          |          |
| 持ち運び走       | ○        |          |          |          |
| 斜懸垂腕屈伸     |          | ○        |          |          |
| 懸垂腕屈伸       |          |          | ○        |          |
| ジグザグドリブル |          | ○        |          | ○        |
| 連続さか上がり   |          | ○        |          |          |
| 垂直とび         |          | ○        | ○        | ○        |
| 背筋力           |          | ○        | ○        |          |
| 伏臥上体そらし   |          | ○        | ○        |          |

○ → 実施する。

空欄 → 実施しない。

## 旧スポーツテストの見直し
1999年（平成11年）を目処に、旧スポーツテストを全面改訂することになった。その大きな理由は以下の二点である。
- 高齢化社会が進行する中、60歳以上の高齢者も参加できる安全性の高いテストが必要となったため。
- 学校五日制の実施にあわせ、テスト項目の削減・改訂による実施時間の短縮が必要となったため。

つまり、安全性の重視・種目と記録の妥当性・場所や計測法の簡略化が要求され、以下の項目が削除対象となった。
- ジグザグドリブル - 調整力よりもドリブルの練習量に左右される。日常的に鞠つき遊びを経験していた女子のタイム基準が厳しい。
- 懸垂腕屈伸・斜懸垂 - 筋力不足で懸垂ができない対象者が多数あり、調整力調査すら不可能な種目である。
- 伏臥上体反らし - 実際は背筋力を用いた運動であり、柔軟性が反映されているとは言えない。
- 背筋力 - 肩や腰への衝撃が大きい。頑丈な背筋力計での怪我も無視できない。
- 走り幅跳び - 小学校低学年は立ち幅跳びで代用しており、生涯を通じて立ち幅跳びを継続することが望ましい。また天候に左右される屋外で実施せざるを得ない。
- 垂直跳び - 高齢者の場合、着地時の転倒や壁面への衝突が危惧される。
- 立位体前屈 - 体型の変化（長脚化）により記録は悪化傾向にある。腰への衝撃が大きい。
- 踏み台昇降運動 - 同時に実施していた持久走と相反する結果が頻繁に出るため、全身持久力指標運動といえるか疑わしい。

## 新スポーツテスト
1999年（平成11年）より実施された「新体力テスト」 は、19歳以下においては、以下の9種目で構成される。6種目が旧テストから継承したもの、3種目が新テストから新しく採用されたものである。

### 旧テストから継承された種目
50m走（走力）
50m直線セパレートコースを全力疾走する。タイムは1/10秒単位とし、1/10未満は切り上げる。計測は1回のみ。転倒棄権・コースアウトは記録なし。
握力（筋力）
左右各2回ずつ、スメドレー式握力計を用いて計測する。よい記録を計上。
反復横跳び（敏捷性）
1m幅に引いた3本の線を20秒間でまたぎ越す回数を数える。またげない場合は0点扱いだが、失格とはせずに続行する。2回跳んでよい記録を計上。
ソフトボール投げ／ハンドボール投げ（投力）
6～11歳はソフトボール投げ、12～19歳はハンドボール投げを実施。
2mの円内から前方30度の範囲内に1号球を投げる。30度の範囲外に着地した場合、着地までに試技者が円から出た場合は無効試技となる。端数は切り上げ、1m単位で計測。2回投げてよい記録を計上。
立ち幅跳び（跳躍力）
走り幅跳びの前段階として小学校低学年に実施していたものを全対象者に拡張。両足をそろえて前方に跳躍する。最後尾の着地点を1cm単位で記録する。仮に着地後に後方へ転倒した場合、尻餅なら尻、手をついたら手が着地点となる。2回跳んでよい記録を計上。
持久走（全身持久力）
12～19歳のみが対象だが、新種目の20mシャトルランとの二者択一。
男子1500m、女子1000mで計測する。計測は1回のみ。

### 新テストからの採用種目
上体起こし（筋持久力）
30秒間の腹筋運動によって上半身を起こした数を計測する。両手を握って胸の前に置き、膝を90度に折るのが旧来の腹筋運動との違いである。両肘が両腿に当たって、背中が床に引いたマットに戻るまでが1セットで、30秒間にできた回数を計測する。計測は1回。
長座体前屈（柔軟性）
壁面に背中をつけて長座の姿勢をとり、高さ24cmの計測物を両親指の腹で押し出し、計測物の移動距離を計測する。計測器具の自作はダンボールで自作可能だが、初年度から教具メーカー各社が作成を済ませており、ほとんどの学校が購入（あるいは同一自治体内での共同購入や貸し借り）している。1cm単位で計測し、mmは切り捨て。2回押してよい記録を計上。
20mシャトルラン（全身持久力）
12～19歳は持久走との二者択一。
20m幅に引いたラインを往復した回数を記録する。全国統一のCDまたはテープにあわせ、往路は電子音の「ドレミ…」、復路は電子音の「ドシラ…」の音階が1オクターブ鳴り終わるまでに反対側のラインに到達する。音階は約1分ごとに短くなる。2度続けて音階に合わせてラインに到達できなくなった時点で失格となり、到達に成功した回数を記録する。新テストの中で最も煩雑かつ斬新な種目であるため、導入時には各地で講習・研修が推進された。

### 対象年齢とテスト項目
6歳から79歳までの男女が対象となる。
6～11歳、12～19歳、20～64歳、65～79歳の4つの年齢層に分けられており、各年齢層でそれぞれ実施する内容などが異なる。
| テスト項目                    | 対象年齢 | 対象年齢 | 対象年齢 | 対象年齢 |
| テスト項目                    | 6～11歳  | 12～19歳 | 20～64歳 | 65～79歳 |
| ----------------------------- | -------- | -------- | -------- | -------- |
| ADL（日常生活活動テスト）     |          |          |          | ○        |
| 握力                          | ○        | ○        | ○        | ※        |
| 上体起こし                    | ○        | ○        | ○        | ※        |
| 長座体前屈                    | ○        | ○        | ○        | ※        |
| 反復横とび                    | ○        | ○        | ○        |          |
| 持久走                        |          | △        |          |          |
| 急歩                          |          |          | △        |          |
| 20mシャトルラン（往復持久走） | ○        | △        | △        |          |
| 50m走                         | ○        | ○        |          |          |
| 立ち幅とび                    | ○        | ○        | ○        |          |
| ソフトボール投げ              | ○        |          |          |          |
| ハンドボール投げ              |          | ○        |          |          |
| 開眼片足立ち                  |          |          |          | ※        |
| 10m障害物歩行                 |          |          |          | ※        |
| 6分間歩行                     |          |          |          | ※        |

○ → 実施する。

△ → どちらか1種類を選択して実施する。

※ → ADL（日常生活活動テスト）の回答によって実施の可否を検討する。

空欄 → 実施しない。

### 20歳以上の実施項目
急歩
20～64歳が対象で、20mシャトルランとの二者択一。
トラック上で、男子は1500m、女子は1000mの距離を、どちらかの足が常に地面に着いているようにしながら急いで歩く。
実施は1回のみ。
ADL（日常生活活動テスト）
65～79歳が対象。
日常生活における基本的な行為・動作がどの程度できるかについての質問が書かれた用紙に、選択肢形式で回答する。
各設問にはそれぞれ3つの選択肢があり、1～3の番号で回答するが、いずれの設問も大きい数字の選択肢ほどよりその行為・動作ができる事になる。
回答を終えた後、1を1点、2を2点、3を3点として各設問の得点を合計し、総得点を算出して、個々の設問への回答や総得点に応じて他のテスト項目の実施の可否を検討する。
開眼片足立ち
65～79歳が対象。
立った状態で両手を腰に当てて片足を前方に挙げ、その持続時間を計測する。挙げる足は、事前に両方の足で試してより立ちやすい方を選ぶ。
2回実施してよりよい方の記録をとる。
10m障害物歩行
65～79歳が対象。
10mの直線コースを、その間にほぼ等間隔に置かれた6つの障害物をまたぎ越しながら歩いて進んでいく。
障害物の高さは20cmで、「スタート地点の直後」「2・4・6・8m地点」「ゴール地点の直前」にそれぞれ設置される。
2回実施してよりよい方の記録をとる。
6分間歩行
65～79歳が対象。
普段歩く速さで、どちらかの足が常に地面に着いているようにしながら6分間歩き続ける。
実施は1回のみ。

## 類似のテスト
- 突撃隊体力検定章 - 1933年にナチスドイツが始めた体力検定。当初は突撃隊に所属する青年のみが対象であったが、1939年、アドルフ・ヒトラーは16歳以上の国民に検定を受けるよう推奨した。
- 体力章検定 - 1939年に日本の厚生省体力局が始めた体力検定。100m走、2000m走、走り幅跳び、手榴弾投げ、運搬50m、懸垂からなり、記録に応じて初級、中級、上級の検定証が与えられた[12]。